# St. Louis Cardinals

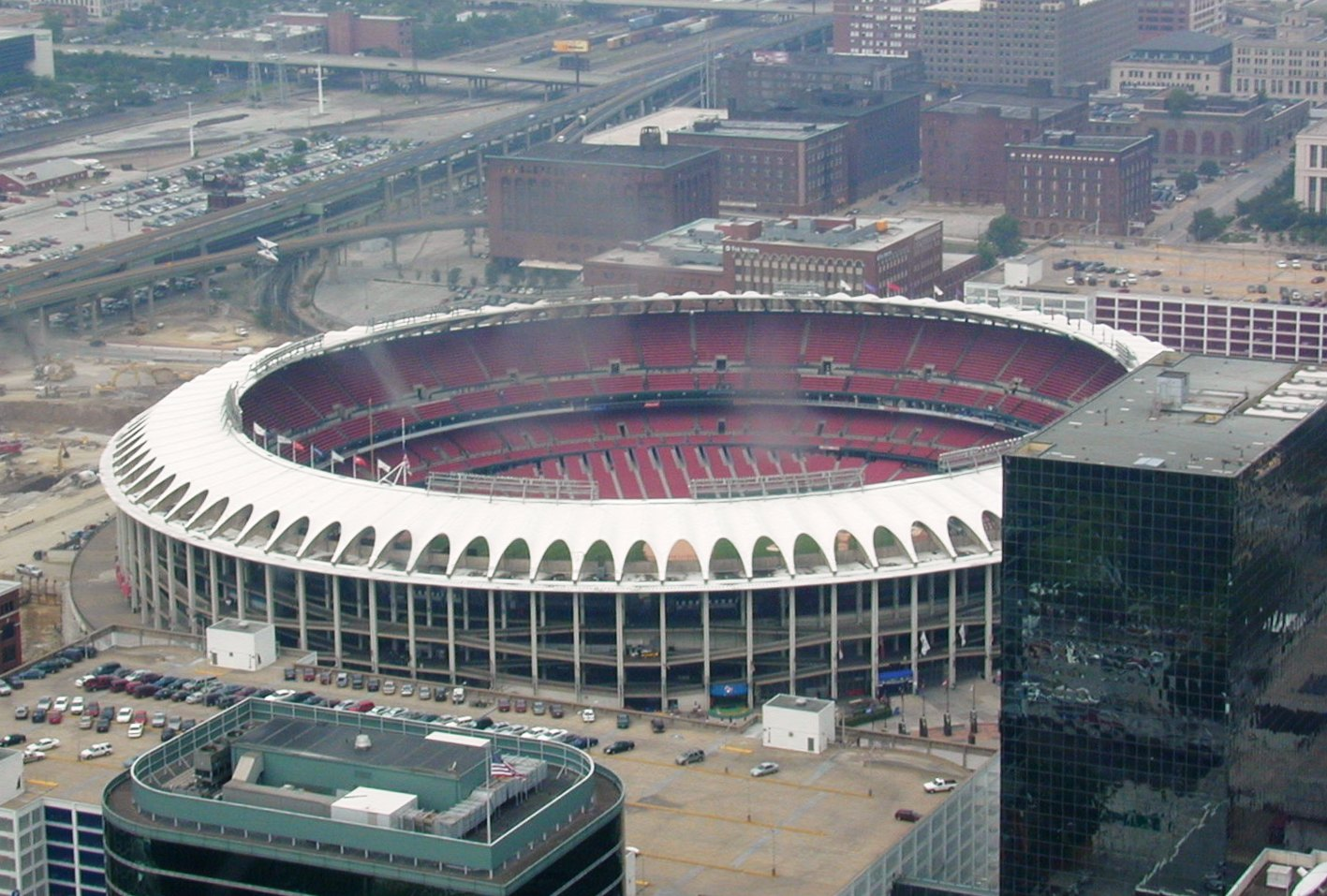
Busch Stadium, domácí stadion Cardinals, 2004

St. Louis Cardinals je profesionální baseballový klub z Major League Baseball, patřící do centrální divize National League. Klub byl založen v roce 1882.
Za svou historii klub celkem devatenáctkrát vyhrál National League, z toho jedenáctkrát i následující Světovou sérii:
- Vítězství ve Světové sérii (11): 1926, 1931, 1934, 1942, 1944, 1946, 1964, 1967, 1982, 2006 a 2011.
- Ostatní vítězství v NL (8): 1928, 1930, 1943, 1968, 1985, 1987, 2004 a 2013.